# István Messzi
István Messzi   (Kiskunfélegyháza, 29 de juny de 1961 - Comtat de Tolna, 9 de maig de 1991) fou un aixecador de peses hongarès que va competir durant la dècada de 1980.
El 1988 va prendre part en els Jocs Olímpics d'Estiu de Seül, on guanyà la medalla de plata en la competició del pes pesant lleuger del programa d'halterofília.
Va morir en un accident de cotxe el 1991. Cada any, a l'agost, s'organitza una competició d'halterofília en record seu a Kecskemét.